# Alvise Forzatè
Alvise Forzatè (citato anche come Aloduxe, Aloduse, Luixe e Ludovico; Padova, prima metà del XIV secolo – Padova, 19 gennaio 1374) è stato un nobile e politico italiano, esponente della vita pubblica padovana della seconda metà del Trecento.

## Biografia
Figlio di Marzio, nacque in una delle più cospicue famiglie di Padova. I Forzatè, ramificazione dei potenti Transalgardi, erano in origine legati al vescovo della città e detenevano per suo conto il castello di Montemerlo. In seguito i loro interessi si concentrarono sul governo comunale, dove raggiunsero rapidamente posizioni di rilievo. La loro ascesa fu favorita dai legami con i Carraresi, signori della città: Alvise stesso era figlio di Cubitosa di Jacopino da Carrara (del ramo detto "Papafava") e cognato di Giacomo II di Nicolò da Carrara.
Della sua giovinezza si sa ben poco, se si escludono le poco affidabili fonti cronistiche. La Cronaca Carrese di Galeazzo Gatari, in un passo relativo al 28 luglio 1337, cita le case "un tempo" abitate dal Forzatè; potrebbe essere l'indizio di una sua lunga assenza dalla città, forse al seguito del cognato che era stato esiliato dopo la rivolta del padre Nicolò (1328 - 1340).
Le notizie si fanno più precise dopo l'uccisione dello stesso Giacomo II (1350) e l'ascesa alla signoria di suo figlio Francesco, in associazione allo zio Giacomino. Nel giugno 1354 seguì l'esercito di Francesco nell'attacco a Ferrara con la lega promossa contro Giovanni Visconti e Francesco d'Este. Nell'autunno successivo fu nominato cavaliere del Sacro Romano Impero dallo stesso Francesco, essendo stato questi nominato vicario da Carlo IV. Nell'aprile 1356 il signore di Padova gli affidò il controllo di alcuni castelli della Valsugana (tra cui Pergine), sui quali incombeva la minaccia di Ludovico VI di Brandeburgo. Nello stesso anno coordinò l'invio di truppe in appoggio di Luigi d'Ungheria, che aveva invaso la Repubblica di Venezia e assediava Treviso.
Ebbe un ruolo di primo piano nella questione sorta attorno ai confini tra la Serenissima e i domini carraresi. Partecipò al Consiglio generale convocato nel 1370 e quindi ai lavori della commissione costituita nel 1372 per dirimere la vertenza. Durante i colloqui ebbe violenti attriti con uno dei rappresentanti veneziani, Zotto Zane. Nello stesso anno si recò a Codevigo per raggiungere una delegazione della controparte, ma l'incontro non ebbe luogo.
Sempre nel 1372 fece parte del seguito che accompagnò la figlia di Francesco, Caterina, a Segna dove sposò il conte di Veglia Stefano Frangipani. Le nozze suggellavano l'alleanza con le signorie dalmate in funzione antiveneziana.
Le tensioni con Venezia sfociarono nella guerra aperta nell'autunno successivo. Entrato a far parte del Consiglio generale convocato da Francesco, il Forzatè partecipò sin da subito al conflitto, venendo incaricato di difendere la Brentella e la riviera del Brenta contro gli attacchi del condottiero Vasco di Raniero. In dicembre condusse alcuni ingegneri alla torre del Curame perché ne potenziassero le difese. Nell'aprile dell'anno dopo, dopo che i Veneziani avevano conquistato quella fortificazione, seguì lo scavo di una fossa per difendere la nuova bastia di Lova, essendo quella precedente incendiata dai nemici. A maggio si recò a Bojon per costruire un'altra fortezza. Il 21 settembre 1373 Padova dovette accettare le dure condizioni di pace imposte da Venezia.
Verso la fine dell'anno, il Forzatè, assieme ai figli Giovanni, Giacomo e Andrea e al nipote Filippo, prese parte ad un colpo di mano che aveva come obiettivo l'assassinio di Francesco per mettere al suo posto Marsilio da Carrara. Il complotto fu però sventato per la delezione di Pietro Salomoni, amico del canonico Giacomo da Lion che i congiurati volevano nominare vescovo di Padova. Arrestato e consegnato al podestà Giacomo Rangoni il 17 gennaio 1374, confessò - sotto tortura - e venne condannato alla decapitazione assieme a Filippo, sentenza che venne eseguita il 24 gennaio sulla loggia verso la scala della Giustizia, al Palazzo della Ragione.
Fu sepolto nella chiesa di Sant'Agostino.
Dalla prima moglie Caterina (di cui non si conosce il cognome) ebbe i già citati Giovanni, Giacomo e Andrea. Rimasto vedovo, si risposò con Imperatrice del giurista Pataro Buzzaccarini, da cui ebbe almeno Aledusio. Aveva inoltre due figli naturali, Giacomo e Andrea.
Giovanni, arrestato con il padre, non fu condannato a morte, ma morì prigioniero a Castelbaldo dopo alcuni anni. Aledusio fu reintegrato da Francesco Novello da Carrara nel 1392 e tornò in possesso delle proprietà di famiglia.
Benché non sia abbia notizia sicura di titoli accademici o di legami con l'università di Padova, il secondo matrimonio potrebbe indicare un suo legame con l'ambiente dei giuristi. Lo confermerebbe il suo rapporto con un altro giurista, Nicolò Cremaschi il quale, il 28 luglio 1370, stilò il testamento proprio in casa del Forzatè nominando lui e il figlio Giovanni suoi eredi.
Secondo quanto si legge nel Codice Capodilista, il Forzatè era in realtà innocente e fu accusato solo sulla base della sua amicizia con Marsilio da Carrara. Secondo il Gatari, era una personalità molto popolare a Padova e tra i benemerenti dell'ateneo.